# Sejm zwyczajny 1659
Sejm 1659 – sejm zwyczajny I Rzeczypospolitej został zwołany 11 stycznia do Warszawy, na 17 marca 1659 roku. 
Sejmiki przedsejmowe w województwach odbyły się 28 lutego 1659 roku. Marszałkiem sejmu obrano Jana Krzysztofa Gnińskiego, podkomorzego pomorskiego. 
Obrady trwały od 22 marca do 2 maja 1659 roku. 18 maja 1659 roku wydano posejmowy uniwersał na konwokację, która odbyła się 14 czerwca 1659 roku dla ratyfikacji pokoju oliwskiego i reformy ustroju. 
Na sejmie zatwierdzono ugodę hadziacką z Kozaczyzną, która była zawarta 16 września 1658 roku.